# ميخائيل كرابتري
ميخائيل كرابتري (بالإنجليزية: Michael Crabtree)‏ هو لاعب كرة قدم أمريكية أمريكي، ولد في 14 سبتمبر 1987 في دالاس في الولايات المتحدة.

## وصلات خارجية
- ميخائيل كرابتري على موقع مرجع كرة القدم المحترفة.كوم (الإنجليزية)
- ميخائيل كرابتري على موقع كلية كرة القدم في سبورتس رفرنس.كوم (الإنجليزية)
- ميخائيل كرابتري على موقع IMDb (الإنجليزية)